# 경희대학교한방병원
경희대학교한방병원(慶熙大學校韓方病院, Kyung Hee University Korean Medicine Hospital)은 서울특별시 동대문구 회기동에 위치한다. 경희대학교 한의과대학 부속 한방병원이다.

## 연혁
- 1965년 3월 27일에 학교법인 고황재단 이사회가 동양의과대학의 흡수 합병을 결의하였고, 이후 4월 27일에 합병 조인과 함께 대지 6,000평, 건평 10,592평의 의과대학 부속병원을 착공하였다.
- 1966년 6월 1일 의과대학 부속 안암 한의원이 개원.
- 1970년 6월 1일 부속병원을 경희의료원으로 개칭.
- 1971년 2월 4일 동서의학연구소를 설치.
- 1971년 10월 5일 허가 병상 100병상 규모의 경희의료원이 개원.
- 1974년 1월 20일 경희대학교 의과대학이 대한민국 최초로 한의학 박사 과정을 신설.
- 1974년 3월 1일 의료법의 개정에 따라 부속 한의원이 부속 한방병원으로 승격 허가를 얻음.
- 1975년 3월 17일 서울특별시 영등포구 영등포2가에 한방병원 영등포분원을 개설.
- 1975년 9월 17일 한방병원 영등포 분원이 의과대학 부속 영등포 한방병원으로 승격 허가를 얻음.
- 1976년 1월 29일 안암 한의원이 의과대학 부속 안암 한방병원으로 승격.
- 1977년 3월 19일 시내 한방병원이 서울 종로구로 신축 이전.
- 1999년 8월 18일 시내한방병원이 종로경희한방병원으로 개칭.
- 2001년 4월 1일 종로경희한방병원이 폐원.
- 2018년 10월 5일 후마니타스암병원 개원.

## 같이 보기
- 경희대학교
- 경희대학교병원
- 경희대학교치과병원
- 경희대학교 의료원
- 강동경희대학교병원
- 한의과대학